# Ballo di Mantova
Il Ballo di Mantova, o Mantovana, più comunemente conosciuto come Fuggi, Fuggi, Fuggi da questo cielo, è una canzone popolare  del XVI secolo. Sarebbe meglio dire però che si tratta di più canzoni, in quanto le varianti sono molteplici, ma tutte basate sulla stessa melodia.
L'origine della canzone si fa risalire a Giuseppino del Biado, e il testo più diffuso è quello di Fuggi, Fuggi, Fuggi da questo cielo a lui attribuito. La melodia si diffuse così rapidamente in tutta Europa e così si scrissero molti testi su di essa dando origine a varie versioni.
L'inno nazionale israeliano Hatikvah è anch'esso basato in parte su questa melodia come pure La Moldava (Vltava) di Bedřich Smetana.
Angelo Branduardi nell'album Futuro antico II offre una versione della canzone sul testo Fuggi, Fuggi, Fuggi dai lieti amanti nel brano Suite della Paganina.

## Testi più diffusi
| Fuggi fuggi fuggi da questo cielo | Ballo di Mantova | Fuggi fuggi fuggi dai lieti amanti |
| --- | --- | --- |
| Fuggi fuggi fuggi da questo cielo Aspro e duro e spietato gelo (x2) Tu che tutto imprigioni e leghi né per pianto ti frangi o pieghi fier tiranno, gel de l'anno fuggi fuggi fuggi là dove il Verno su le brine ha seggio eterno. Vieni vieni candida vien vermiglia Tu del mondo sei maraviglia (x2) Tu nemica d'amare noie dai all'anima delle gioie messaggera per Primavera tu sei dell'anno la giovinezza tu del mondo sei la vaghezza. Vieni vieni vieni leggiadra e vaga Primavera d'amor presaga (x2) Odi Zefiro che t'invita e la terra che il ciel marita al suo raggio venga Maggio vieni con il grembo di bei fioretti vien su l'ale dei zefiretti. | Fuggi fuggi fuggi dal mondo bugiardo suoi lacci distruggi non essere codardo (x2) Guardati bene di non cadere in pene che stan preparate all'anime dannate Han seguito il mondo fallace ed immondo Fuggi fuggi fuggi dal mondo bugiardo suoi lacci distruggi non essere codardo Guarda guarda guarda ch'alfin non ti colga la morte non t'arda e la tua vita sciolga E per un puoco di giacere in fuoco abbi in eterno laggiù nell'inferno Fuggi dunque presto, pensa bene a questo. Guarda guarda guarda ch'alfin non ti colga la morte non t'arda e la tua vita sciolga. Presto presto presto non esser più tardo e perdere il resto col mondo bugiardo Vince chi fugge el mondo distrugge ch'era un bel peccato a te mio vil ho dato, Fuggi dunque omai, che pensi? che fai? Presto presto presto non esser più tardo e perdere il resto col mondo bugiardo. | Fuggi fuggi fuggi dai lieti amanti empia donna cagion de' pianti (x2) che non già per esser crudele, ma per esser ingrata ed infedele ogni core t'ha in orrore fuggi fuggi fuggi ché chi ti mira per te vive, piange e sospira. Fuggi fuggi fuggi ché la vendetta fare l'Inferno dell'error tuo aspetta (x2) Ma de l'abisso l'ardente foco sia del tuo male castigo sì poco Ah, qual ch'io ti desio Fuggi fuggi fuggi via fiera peste che il mondo tutto ai tuoi danni s'appreste. Fuggi fuggi fuggi se fuggir nieghi che così il Cielo, diva, ti leghi (x2) Né mai possa pur muovere un passo fatta di carne un rigido sasso e infin ch'abbia la tua rabbia Fugga fugga fugga chi brama pace perch'ogni froda ascosa qui giace. |